# Vulca

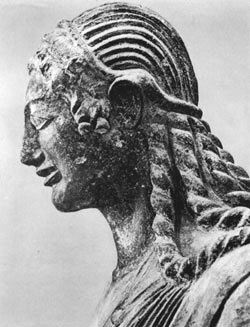
Apulu de Veios

Vulca foi um escultor etrusco, o único cujo nome foi registrado pela história. 
Era natural de Veios e trabalhou em Roma no tempo de Tarquínio, o Soberbo. Para ele criou uma imagem de Júpiter que foi colocada no templo do deus na colina do Capitólio. A estátua tinha a face vermelha, e se tornou tão famosa entre os romanos que desde então todos os generais ao entrarem em triunfo na cidade depois de alguma vitória militar também pintavam o rosto naquela cor. Alguns críticos modernos o dão como autor do célebre Apulu de Veios, hoje no Museu Nacional Etrusco. Plínio disse que suas estátuas eram as mais belas de seu tempo.